# Roy Roper
Roy Roper (Ōwhango, 11 de agosto de 1923-Nueva Plymouth, 14 de septiembre de 2023) fue un jugador de rugby neozelandés que jugó en la posición de tres cuartos.

## Carrera

### Club
Jugó toda su carrera con el Taranaki Rugby durante el periodo aficionado del rugby en Nueva Zelanda dentro de las ligas provinciales.

### Selección nacional
Jugó para Nueva Zelanda en cinco ocasiones de 1949 a 1950 donde anotó nueve puntos.

## Vida personal
Durante la Segunda Guerra Mundial formó parte de la Armada Real Neozelandesa, y de 1952 a 1971 fue tesorero de la Taranaki Rugby Football Union. Luego de que muriera Ron Elvidge en 2019 se convirtió en el miembro de los All-Blacks con más edad que aún seguía con vida, y fue el primer exmiembro de los All-Blacks en cumplir los 100 años de edad.